# WebGIS
WebGISとは、インターネット上で利用可能な地理情報システム（GIS）のことである。

## 特徴
WebGISの特徴として、多数の人に情報提供を行えること、ソフトウェアのインストールを要さず閲覧が容易であることが挙げられる。一方、細部の作業は困難であるうえ、処理できるデータ量の制約もある。
GISソフトウェアの使用を「するGIS」という場合、WebGISは「みるGIS」ということができる。

## 経緯
1990年代に、民間においてWebGISの開発が進行したり、ビジネスで利用されたりするようになってきた。

## 具体例
Web地図はWebGISの一種である。Google マップやYahoo!地図などがその具体例となる。
また、地理院地図や今昔マップ on the webなどもWebGISの一種である。